# チャルメルソウ
チャルメルソウ（哨吶草、学名：Mitella furusei var. subramosa）は、ユキノシタ科チャルメルソウ属の多年草。ミカワチャルメルソウを分類上の基本種とする変種。自家和合性で、雄性不稔の株が一定割合必ず存在する雌性両全性異株。

## 特徴
地中の根茎は短く、根出葉は束生し、葉柄は長さ2-8cmになり粗い長毛と腺毛が生える。葉身は長さ2.5-8cm、幅3-5cmになる広卵形または卵形で、基部は深い心形、先はふつう鈍形で、縁には不ぞろいの鋸歯がある。葉の両面にも粗い長毛と腺毛が生え、裏面は常に紅紫色をおびる。
花期は4-5月。花茎は側生し、高さ30-50cmになり、下部には開出する長毛が密生し、上部には短い腺毛が生える。先に総状花序をつけ、多数の花がやや間隔をあけてつく。花柄は長さ1-4mmになり、短腺毛が生える。萼筒は浅い倒円錐形で、萼裂片の外側とともに紅紫色の短腺毛が生える。萼裂片は5個あり、卵状三角形で、長さ約1.5mmになり先は鋭頭、花時に直立する。花弁は5個で花時に半曲し、紅紫色をおび、長さ約2mmになり、ふつう3-5裂、まれに6-7裂し、花弁外面に腺点がある。雄蕊は5個あり、花弁と対生し、花糸は葯より短い。裂開直前の葯は淡黄色になる。子房は下位で花盤があり、花柱は2個あって紅紫色をおび、柱頭は浅く2-4裂する。果実は広鐘形の蒴果で、花柱間の縫合線で開口する。種子は長楕円形で長さ約1.3mmになり、黒熟せず、種皮は暗紅色で縦にごく小さな隆状がある。

### 花の匂いと特定の送粉昆虫
本変種の花にはライラックアルデヒドを主成分とするチーズまたはゴムのような独特な匂いがある。この匂いにつられてキノコバエ科のミカドシギキノコバエ1種のみが訪花し、花粉を運ぶ。本属コチャルメルソウの花粉を運ぶキノコバエ科のコエダキノコバエはこの匂いを嫌い訪花しない。キノコバエ科両種の口の長さの違いやチャルメルソウ属の種による花と葯の位置などの違いより、種ごとに送粉者が異なり、チャルメルソウ属の別種が同所的にみられる場所においても、ほとんど自然交雑は起こらないという。

## 分布と生育環境
日本固有種。本州（福井県・滋賀県・三重県以西）、四国（愛媛県）、九州（佐賀県・長崎県）に分布し、山地の沢沿いや渓流沿いなどの斜面や陰湿地に生育する。

## 名前の由来
和名チャルメルソウは「哨吶草」の意で、果実が熟して上向きに開いたようすが、中国のラッパに似た楽器であるチャルメラに似ていることによる。
種小名（種形容語）furusei は、基本種のミカワチャルメルソウ M. furusei var. furusei のタイプ標本を愛知県南設楽郡作手村（現新城市）で採集した植物研究家の古瀬 義（ふるせ みよし）（1911 - 1996）への献名。変種名 subramosa は、「やや分枝した」の意味。

## ギャラリー

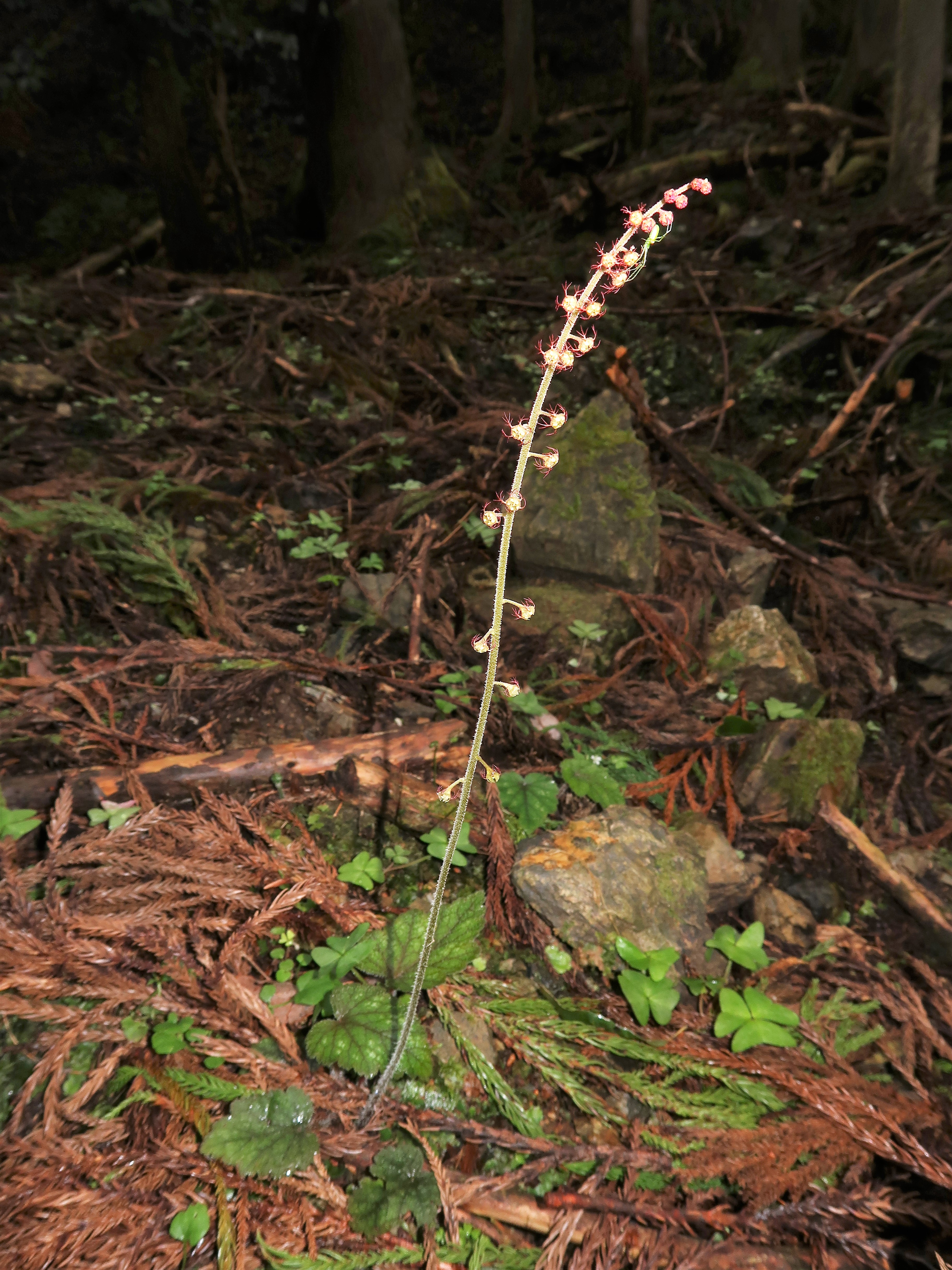
花茎は高さ30-50cmになり、花はやや間隔をあけてつく。
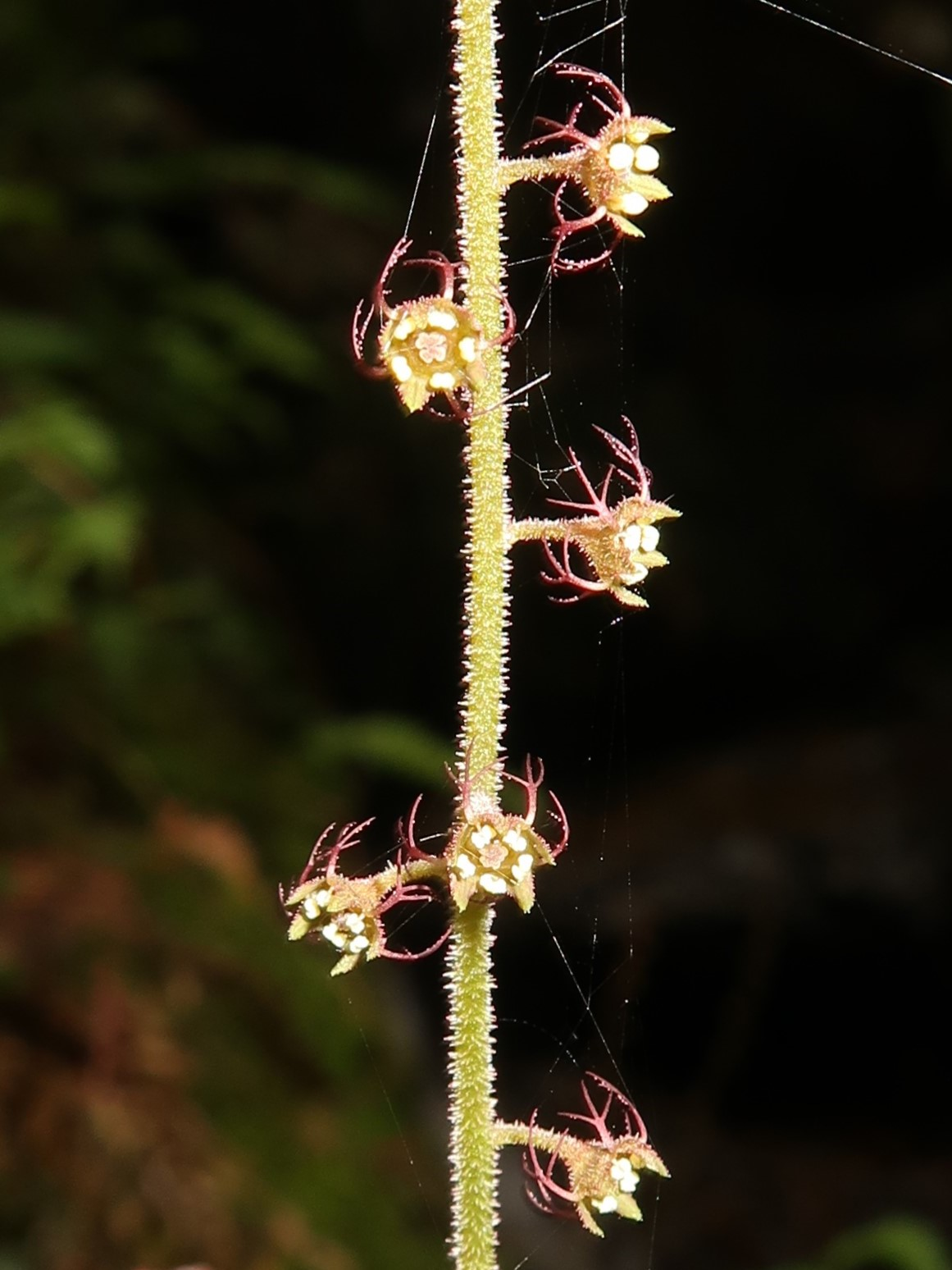
萼片は直立し、花弁は3-5裂し、半曲する。
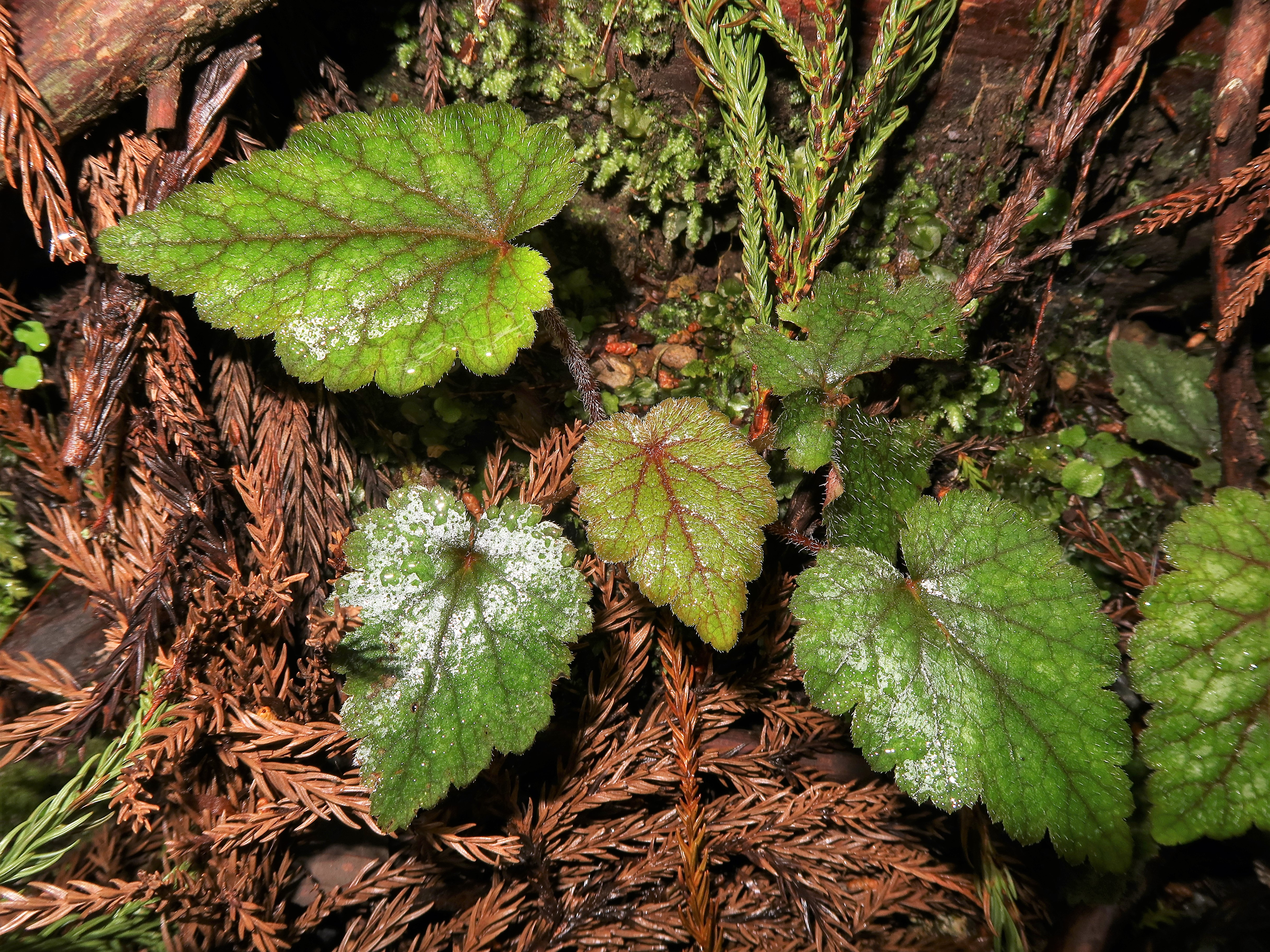
葉の縁は不ぞろいの鋸歯があり、表面に粗い長毛と腺毛が生える。
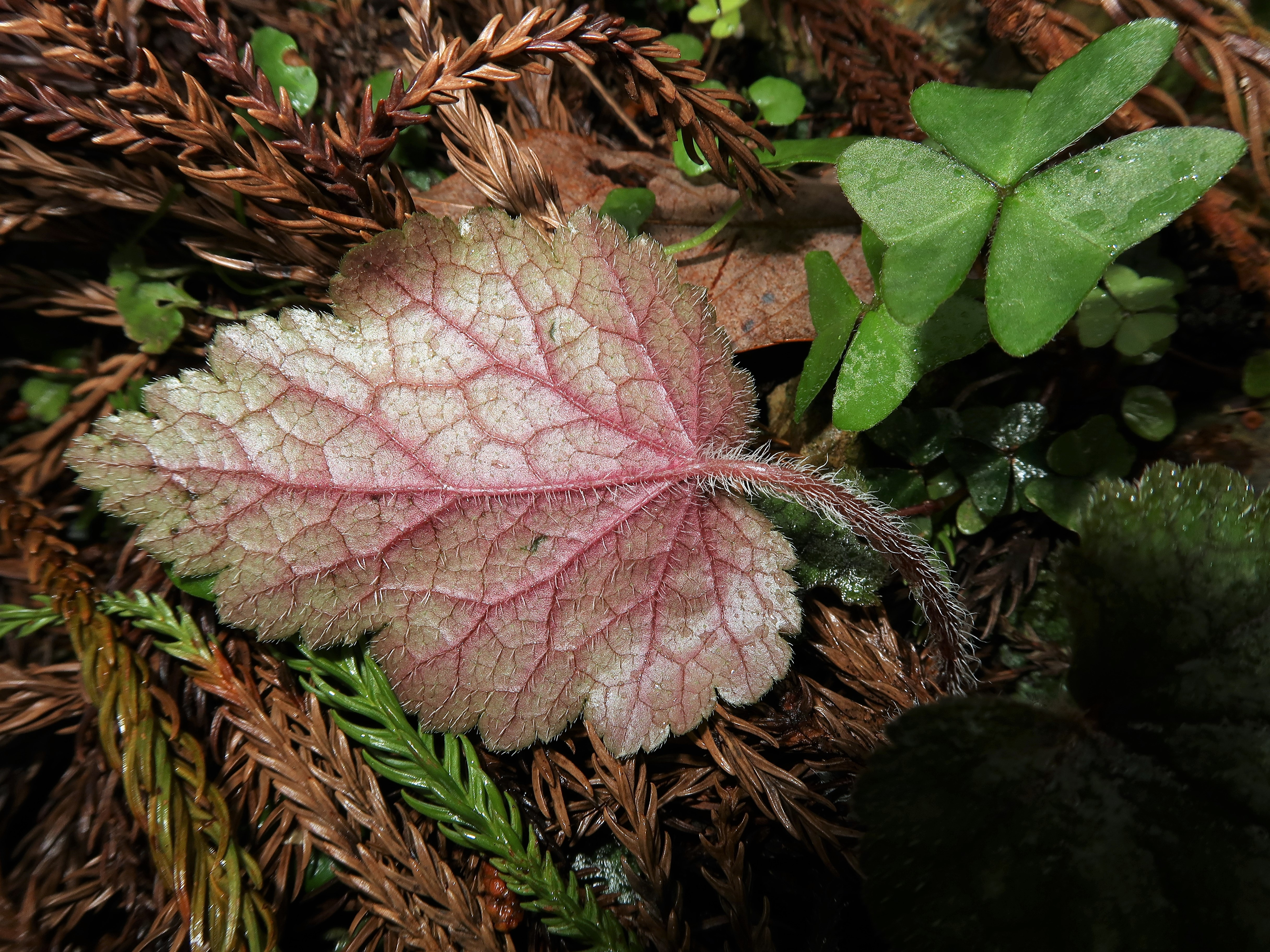
葉の裏面は常に紅紫色をおび、粗い長毛と腺毛が生える。

## 学名の変遷
チャルメルソウの学名に Mitella stylosa Boiss. を採用したのは大井次三郎である。大井は1932年に「日本産チャルメルサウ属」を発表し、その38年前の1894年に牧野富太郎が「チャルメルサウ」の学名として発表した Mitella longiscapa Makino は「Makinoの方が早いが残念ながら記載がない」ので「用ひる事が出來ぬ」とし、タイプ標本を指定していない正式な記載ではなく、その学名は裸名とし、牧野の発表後3年後の1897年に記載発表されていた Mitella stylosa Boiss. を正名とした。これは、フランス人宣教師で明治大正期に日本の植物標本採集家であったフォーリー神父が1892年に伊吹山山麓で採集し、フランス人植物学者の Henri de Boissieu が記載発表したものである。
大井が発表した後の41年後、若林三千男は、1973年に「日本産チャルメルソウ属について」でチャルメルソウ属の分布について調査結果を報告している。それによると、チャルメルソウは伊吹山、鈴鹿山脈の東側にはなく、琵琶湖より西側、南側に分布し、伊吹山、鈴鹿山脈一帯に分布するのはタキミチャルメルソウであるとしている。また、鈴鹿山脈より東側の岐阜県、愛知県にはミカワチャルメルソウが分布しているとした。こうしたことから、若林は、1977年に「タキミチャルメルソウ及びその近縁種について」を発表し、大井が採用した Mitella stylosa Boiss. はチャルメルソウではなく、タキミチャルメルソウであるとして、同種を Mitella stylosa H.Boissieu var. stylosa として発表した。同時に、四国、九州に分布するシコクチャルメルソウを従来の Mitella makinoi H.Hara から Mitella stylosa H.Boissieu var. makinoi (H.Hara) Wakab. に組換えた。
こういったことにより、チャルメルソウの学名がなくなり、若林は、チャルメルソウの新学名について、ミカワチャルメルソウ Mitella furusei Ohwi との近縁関係を重視し、両種を相互に変種関係にあるとし、チャルメルソウを Mitella furusei Ohwi var. subramosa Wakab. と新変種名を正式に記載命名した。

## 類似種
日本産のチャルメルソウ属は12種が知られる。いずれもかなりよく似た植物であるが、その子房の位置や萼筒と関わる形態などで3節に分けられ、これら将来的には別属となる可能性がある。本種と共にチャルメルソウ節 Sect. Asimitellaria に含まれるものは10種ある。そのうちで本種と共に匍匐茎を出さず、葉は丸っこく、背丈が15cmを超える程度の大きさのものには3種がある。このうちでコシノチャルメルソウ M. koshiensis は開花時に萼裂片が平らに開き、時に反り返る点で、開花時に萼筒が直立する本種とは異なる。この種は新潟県と富山県の固有種である。また鈴鹿山脈に産するタキミチャルメルソウ M. stylosa var. stylosa とその変種で四国から九州に知られるシコクチャルメルソウ var. makinoiは種子の表面に細かな突起を密生する点で、種子表面に微細な粒状を持つ本種と区別される。

## ミカワチャルメルソウ
ミカワチャルメルソウ（三河哨吶草、学名：Mitella furusei Ohwi var. furusei、シノニム：Mitella koshiensis Ohwi var. furusei (Ohwi) Ohwi）は、学名上はチャルメルソウの分類上の基本種となる。花弁が羽状に7-11裂する。日本固有種で、本州の長野県・愛知県・静岡県・岐阜県に分布する。チャルメルソウと同様にライラックアルデヒドを主成分とする独特な匂いがあり、ミカドシギキノコバエ1種のみが訪花し、花粉を運ぶ。

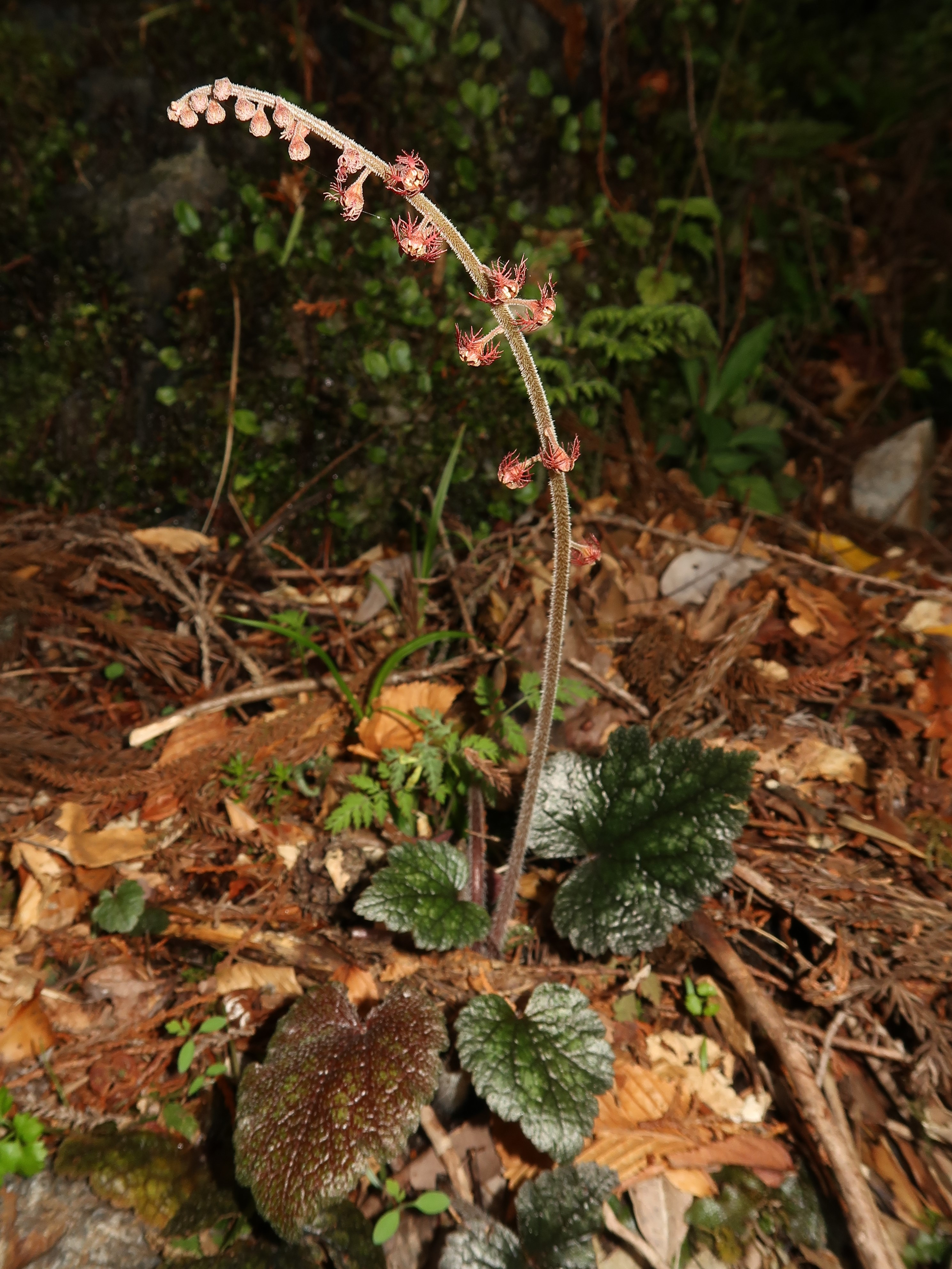
岐阜県関市 2018年4月
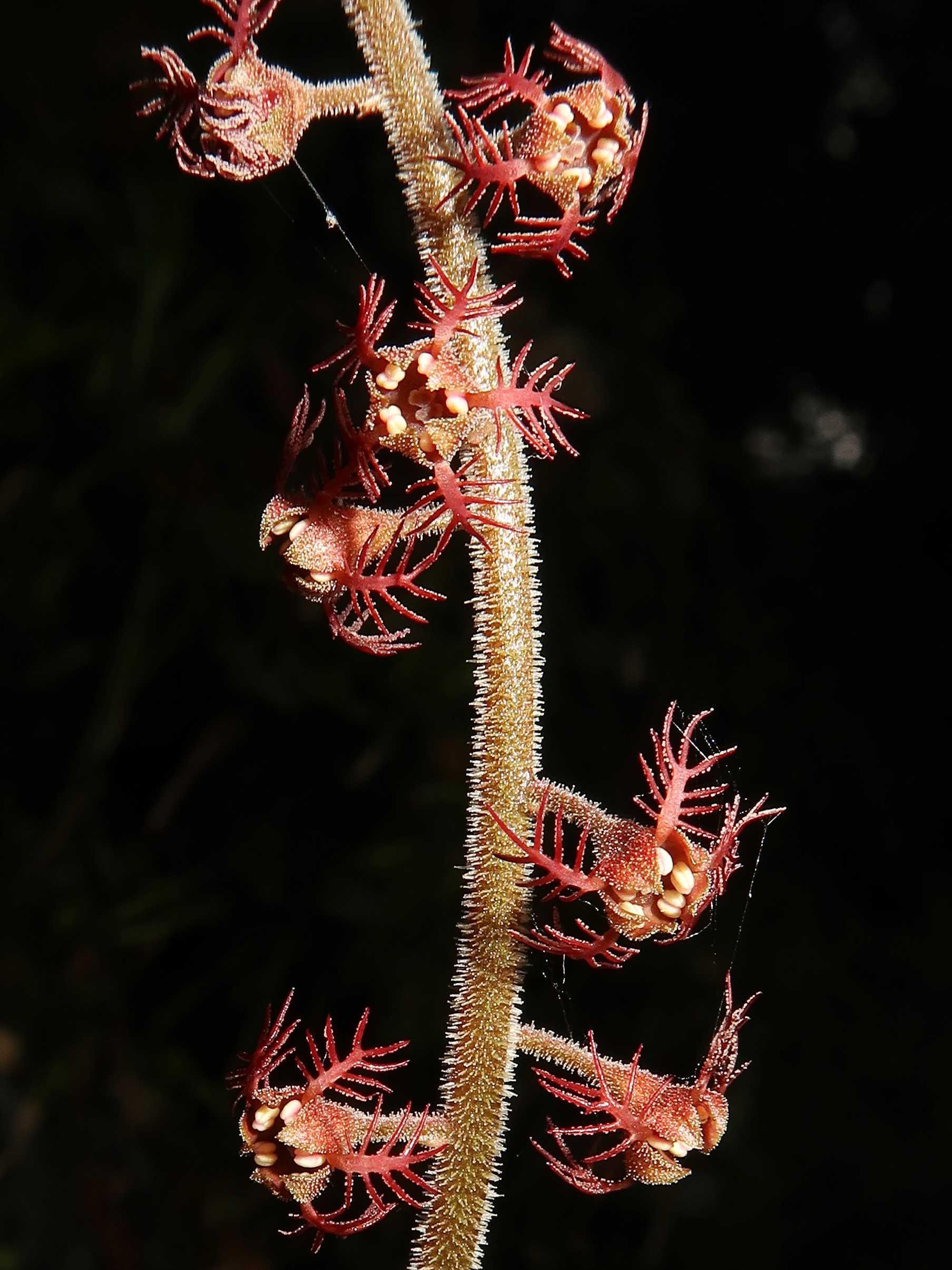
花弁は羽状に7-11裂する。
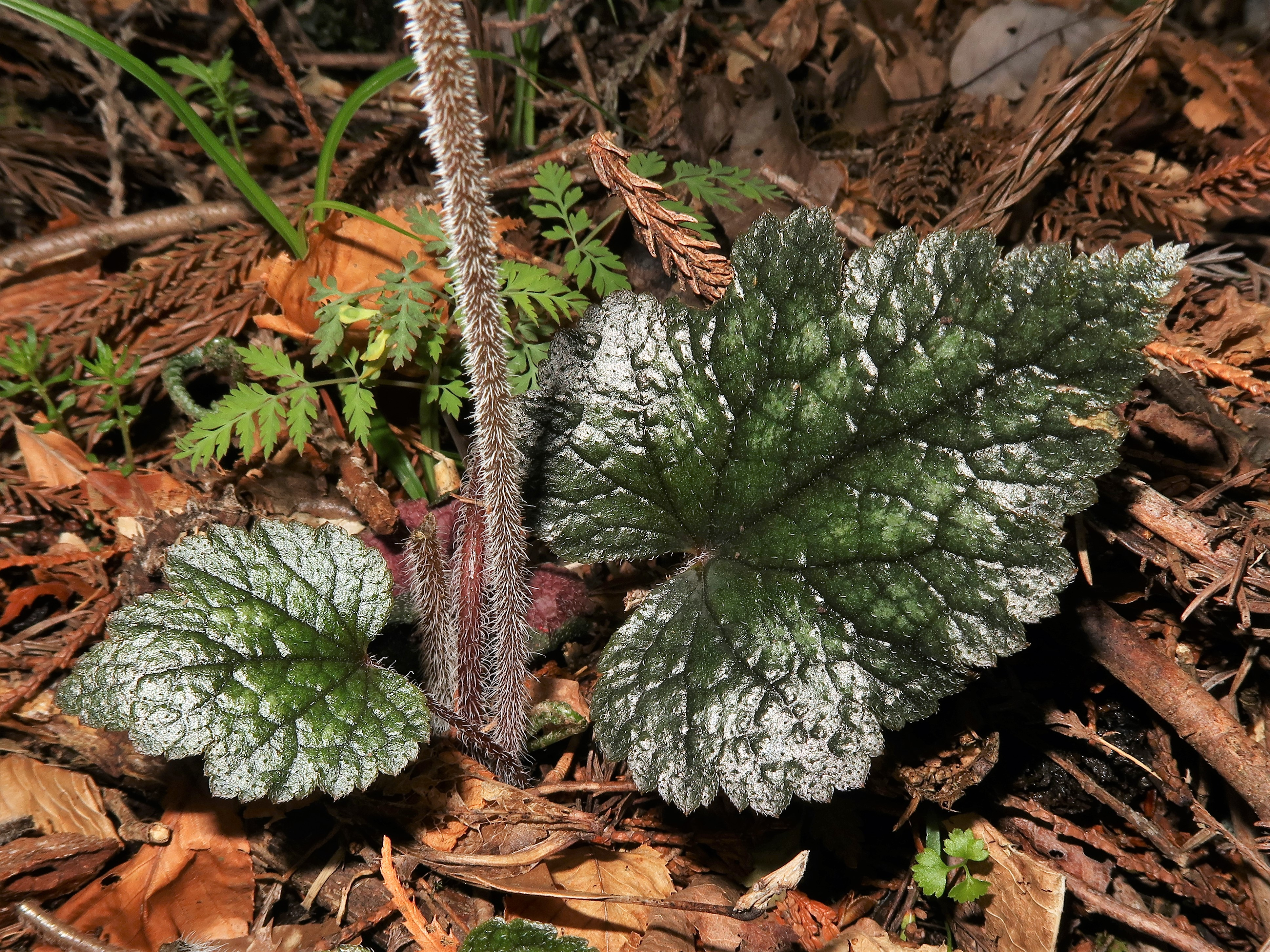
葉の表面と花茎と葉柄。
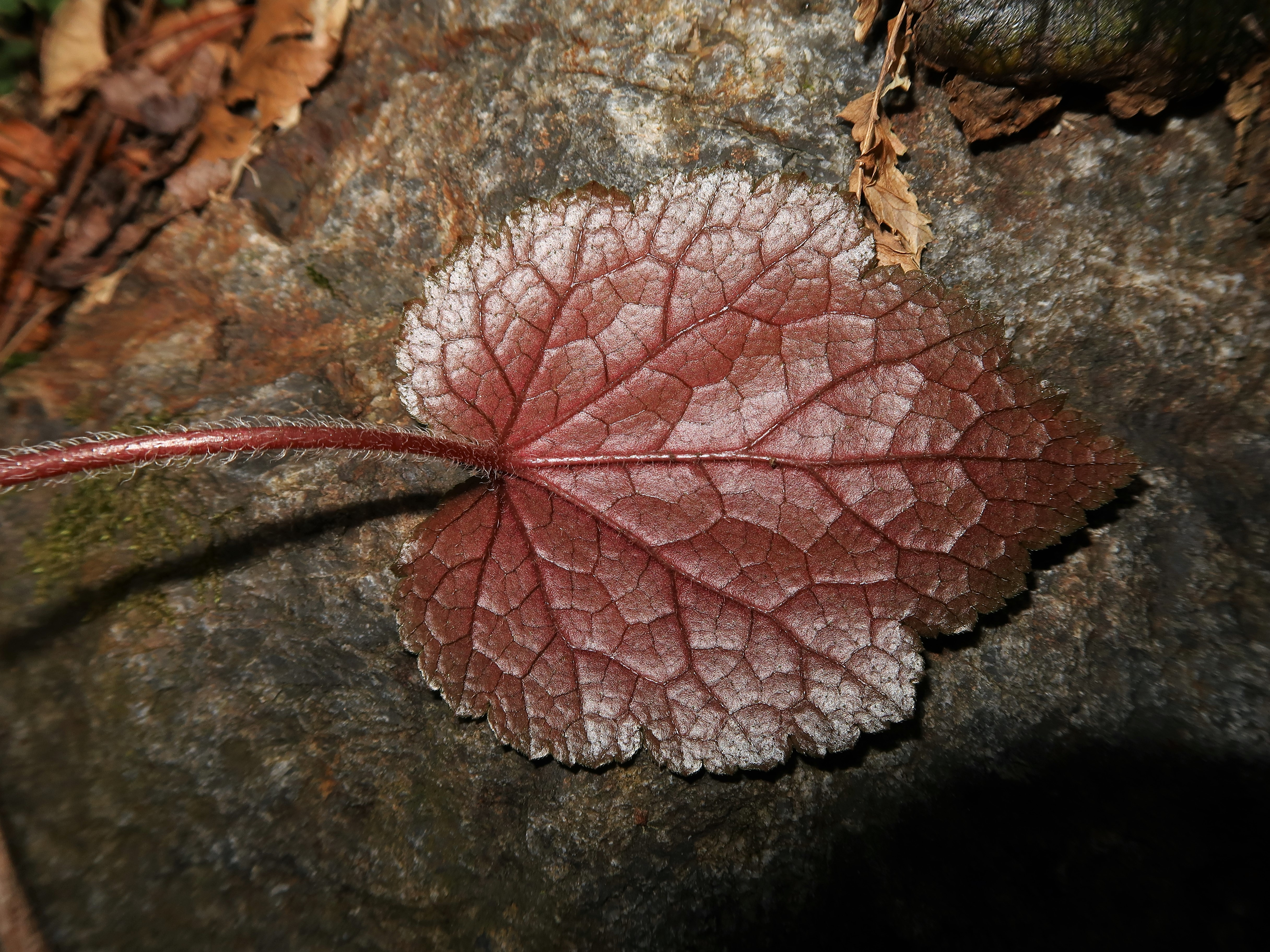
葉の裏面。